# Камерана
Камерана (італ. Camerana, п'єм. Camran-a) — муніципалітет в Італії, у регіоні П'ємонт,  провінція Кунео.
Камерана розташована на відстані близько 460 км на північний захід від Рима, 80 км на південний схід від Турина, 50 км на схід від Кунео.
Населення — 641 особа (2014).

## Демографія
Населення за роками:

Станом на 1 січня 2023 року в муніципалітеті офіційно проживали 43 іноземці з 11 країн, серед них 18 громадян країн Євросоюзу та 7 громадян України.

## Сусідні муніципалітети
- Готтазекка
- Момбаркаро
- Монезільйо
- Монтецемоло
- Сале-делле-Ланге
- Сале-Сан-Джованні
- Салічето